# Central Committee of the National Society for Women's Suffrage
Central Committee of the National Society for Women's Suffrage (CCNSWS), var en organisation för kvinnlig rösträtt i Storbritannien, aktiv mellan 1872 och 1897.
Föreningen bildades för att ersätta den inneffektiva National Society for Women's Suffrage och bildades av den äldsta brittiska föreningen för kvinnlig rösträtt, Manchester Society for Women's Suffrage, för att bättre representera de lokala rösträttsföreningarna i huvudstaden London. Föreningen splittrades i  1888 över frågan om man skulle vara opolitiska eller alliera sig med partier, och den grupp som ansåg det förra leddes av Millicent Fawcett, vars grupp behöll detta namn, medan den andra kallade sig Central National Society for Women’s Suffrage (CNSWS); de uppgick båda 1897 i National Union of Women's Suffrage Societies. 